# Stigmella maloidica
Stigmella maloidica là một loài bướm đêm thuộc họ Nepticulidae. Nó là loài duy nhất được tìm thấy ở Tadzhikistan.
Ấu trùng ăn Malus và Cotoneaster species.